# Цзян Гуанцы
Цзян Гуанцы́ (кит. упр. 蒋光慈, пиньинь Jiāng Guāngcí; 1901 — 30 июня 1931) — китайский романист, поэт, журналист и литературовед. Один из самых известных коммунистических писателей.

## Биография
Сын купца из провинции Аньхой. Участвовал в движении «Четвёртого мая» (См. Четвёртого мая движение) (1919). Отправился в Москву в 1921 году для изучения политэкономии в Коммунистическом университете трудящихся Востока, там через год вступил в Коммунистическую партию Китая. В 1924 году он вернулся в Китай, чтобы играть ключевую роль в продвижении пролетарской революционной литературы, которая выражала потребности и настроения широких масс в критический момент политической трансформации страны. Цзян стал членом Общества созидания （创造社） и Лиги левых китайских писателей (League of Left-Wing Writers). Автор сборников стихов «Новые мечты» (1925), «Скорблю о Китае» (1927), «Строки о родине» (1930).
Его первая повесть «Юный бродяга Чжэ», опубликована в 1925 году, рассказывает о деревенском парне, который идет в город в поисках хорошей жизни, но погибает во время восстания. История предоставляет темные социальные реалии и указывает путь надежды на перемены в виде радикальной революции.
В 1927 году Цзян закончил повесть «Партия санкюлотов», о протестных акциях рабочих в Шанхае. Название, в котором подчеркивается неотъемлемая связь между бедностью и революцией, отсылает к санкюлотам Великой французской революции.
Наиболее сложная работа Цзяна «Страдания Лизы» (кит. 丽萨的哀怨), опубликована в 1929 году. История рассказана с точки зрения русской аристократки, романтические мечты которой крушатся с приходом ко власти большевиков, которые разрушили её привилегированный образ жизни и отправили её и её мужа в изгнание в Шанхай. В Шанхае нищета вынуждает Лизу заниматься проституцией и, в итоге, она умирает от сифилиса. Цель рассказа заключается в демонстрации того, что будущее не в монархии, а в коммунизме.
Цзян Гуанцы умер в 1931 году от болезни. Несколько лет после своей смерти он оставался чрезвычайно популярен: его повесть «Луна, которая пробивается сквозь облака», переиздавались в Шанхае шесть раз на протяжении 1930-х годов. Однако затем его слава стала блёкнуть и сегодня в самом Китае о нём практически никто не знает.